# Секуєнь (Харгіта)
Секуєнь, Секуєні (рум. Secuieni) — село у повіті Харгіта в Румунії. Адміністративний центр комуни Секуєнь.
Село розташоване на відстані 220 км на північний захід від Бухареста, 65 км на захід від М'єркуря-Чука, 119 км на південний схід від Клуж-Напоки, 83 км на північний захід від Брашова.

## Населення
За даними перепису населення 2002 року у селі проживали 703 особи.
Національний склад населення села:
| Національність | Кількість осіб | Відсоток |
| -------------- | -------------- | -------- |
| угорці         | 679            | 96,6%    |
| румуни         | 16             | 2,3%     |

Рідною мовою назвали:
| Мова      | Кількість осіб | Відсоток |
| --------- | -------------- | -------- |
| угорська  | 683            | 97,2%    |
| румунська | 16             | 2,3%     |